# Ричфорд (переписна місцевість, Вермонт)
Ричфорд (англ. Richford) — переписна місцевість (CDP) в США, в окрузі Франклін штату Вермонт. Населення — 1304 особи (2020).

## Географія
Ричфорд розташований за координатами 44°59′52″ пн. ш. 72°39′46″ зх. д. / 44.99778° пн. ш. 72.66278° зх. д. (44.997781, -72.662656).  За даними Бюро перепису населення США в 2010 році переписна місцевість мала площу 4,90 км², з яких 4,80 км² — суходіл та 0,10 км² — водойми.

## Демографія
Згідно з переписом 2010 року, у переписній місцевості мешкала 1361 особа в 557 домогосподарствах у складі 345 родин. Густота населення становила 278 осіб/км².  Було 641 помешкання (131/км²).
Расовий склад населення:
| - 94,3 % — білих - 1,0 % — корінних американців - 0,7 % — чорних або афроамериканців - 0,4 % — азіатів |

До двох чи більше рас належало 3,5 %. Частка іспаномовних становила 1,0 % від усіх жителів.
За віковим діапазоном населення розподілялося таким чином: 24,5 % — особи молодші 18 років, 60,4 % — особи у віці 18—64 років, 15,1 % — особи у віці 65 років та старші. Медіана віку мешканця становила 39,5 року. На 100 осіб жіночої статі у переписній місцевості припадало 90,1 чоловіків;  на 100 жінок у віці від 18 років та старших — 91,1 чоловіків також старших 18 років.
Середній дохід на одне домашнє господарство  становив 42 251 долар США (медіана — 30 395), а середній дохід на одну сім'ю — 52 117 доларів (медіана — 44 500). За межею бідності перебувало 22,9 % осіб, у тому числі 20,7 % дітей у віці до 18 років та 22,3 % осіб у віці 65 років та старших.
Цивільне працевлаштоване населення становило 556 осіб. Основні галузі зайнятості: освіта, охорона здоров'я та соціальна допомога — 23,9 %, роздрібна торгівля — 19,4 %, виробництво — 19,2 %.